# Bad At Love
«Bad At Love» —en español: «Mala en el amor»— es el segundo sencillo del álbum Hopeless Fountain Kingdom de la artista estadounidense Halsey. Fue anunciado como sencillo el 30 de julio de 2017 vía la cuenta de Twitter de Halsey y fue lanzado como sencillo radial el 22 de agosto de 2017.

## Posicionamientos en listas

### Semanales
| País            | Lista                    | Mejor posición |
| --------------- | ------------------------ | -------------- |
| Australia       | Australian Singles Chart | 42             |
| Canadá          | Canadian Hot 100         | 26             |
| Eslovaquia      | Singles Digitál Top 100  | 41             |
| Estados Unidos  | Billboard Hot 100        | 5              |
| Estados Unidos  | Dance Club Songs         | 1              |
| Estados Unidos  | Digital Songs Sales      | 6              |
| Estados Unidos  | Mainstream Top 40        | 3              |
| Nueva Zelanda   | New Zealand Heatseekers  | 7              |
| Portugal        | AFP                      | 72             |
| República Checa | Singles Digitál Top 100  | 48             |

### Certificaciones
| Territorio     | Organismo certificador | Certificación | Ventas certificadas | Ref.   |
| -------------- | ---------------------- | ------------- | ------------------- | ------ |
| Australia      | ARIA                   | Platino       | 70 000              | [ 10 ] |
| Brasil         | PMB                    | Oro           | 20 000              | [ 11 ] |
| Canadá         | MC                     | 2x Platino    | 160 000             | [ 12 ] |
| Estados Unidos | RIAA                   | 3x Platino    | 3 000 000           | [ 13 ] |

## Historial de lanzamientos
| País           | Fecha                | Formato                      | Ref.   |
| -------------- | -------------------- | ---------------------------- | ------ |
| Estados Unidos | 22 de agosto de 2017 | Contemporary hit radio       | [ 14 ] |
| Estados Unidos | 9 de octubre de 2017 | Hot adult contemporary radio | [ 15 ] |